# Ri Chun-ok
Ri Chun-ok (* 25. Mai 1947) ist eine ehemalige nordkoreanische Volleyballspielerin.

## Karriere
Ri Chun-ok gewann mit der nordkoreanischen Nationalmannschaft bei der Weltmeisterschaft 1970 und bei den Olympischen Sommerspielen 1972 jeweils die Bronzemedaille.